# Ocotea laevifolia
Ocotea laevifolia är en lagerväxtart som beskrevs av Van der Werff. Ocotea laevifolia ingår i släktet Ocotea och familjen lagerväxter. Inga underarter finns listade i Catalogue of Life.